# Comendador (orden)

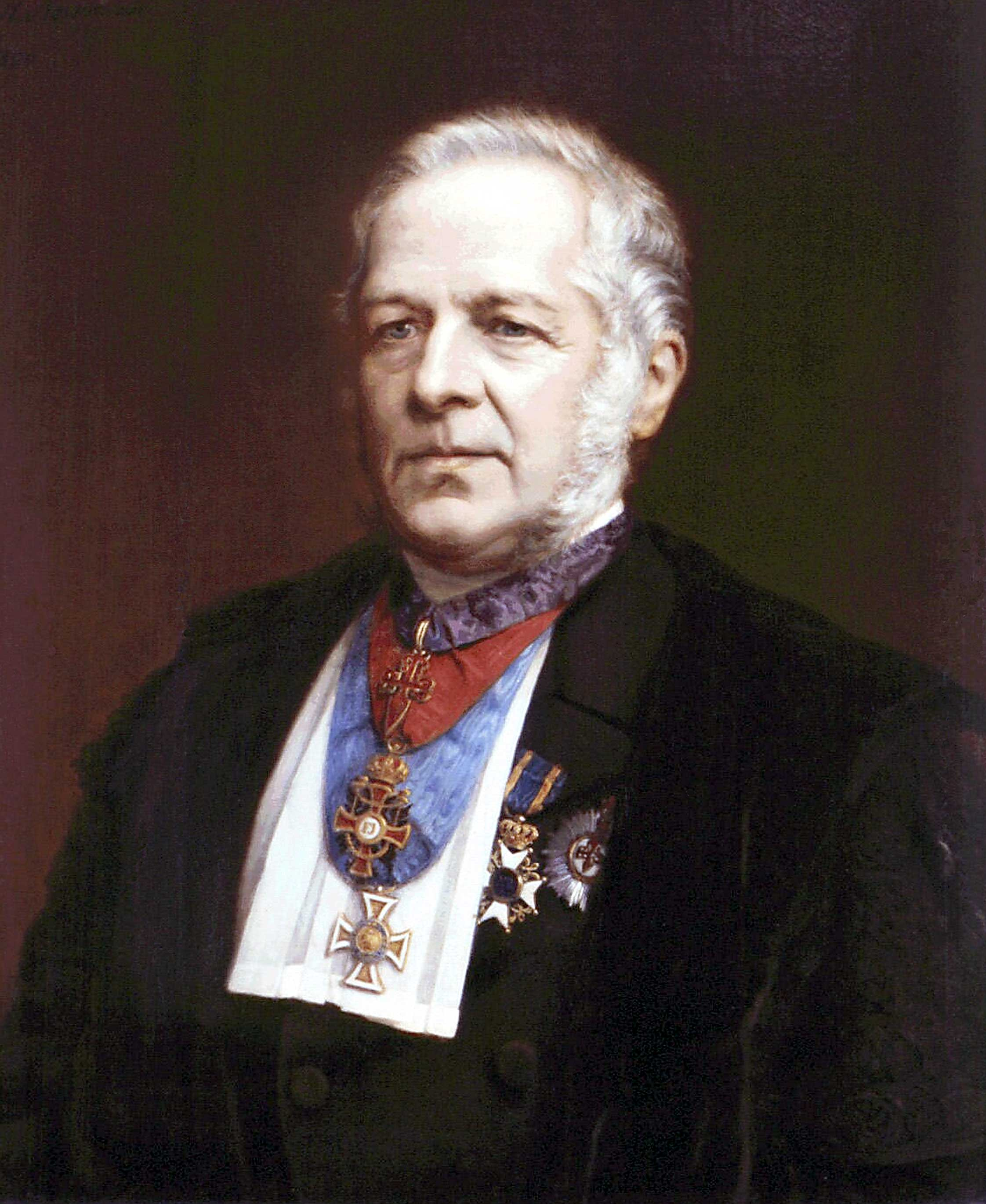
Christoph Hendrik Diederik Buys Ballot, Comendador en varias órdenes de caballería, lleva las cintas de su grado en la toga

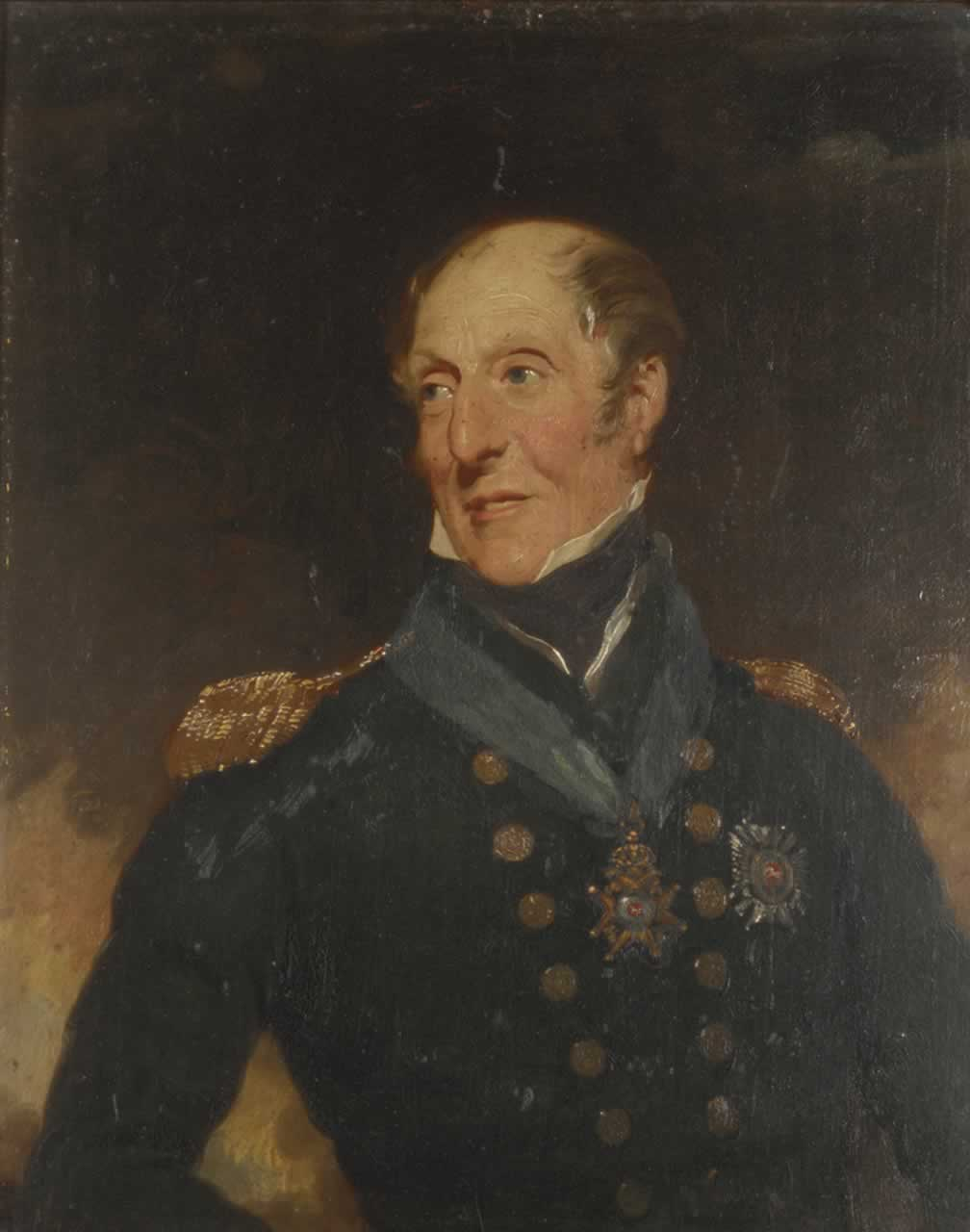
Sir Charles Cunningham con la insignia de Comandante de la Orden Real Güélfica alrededor de su cuello

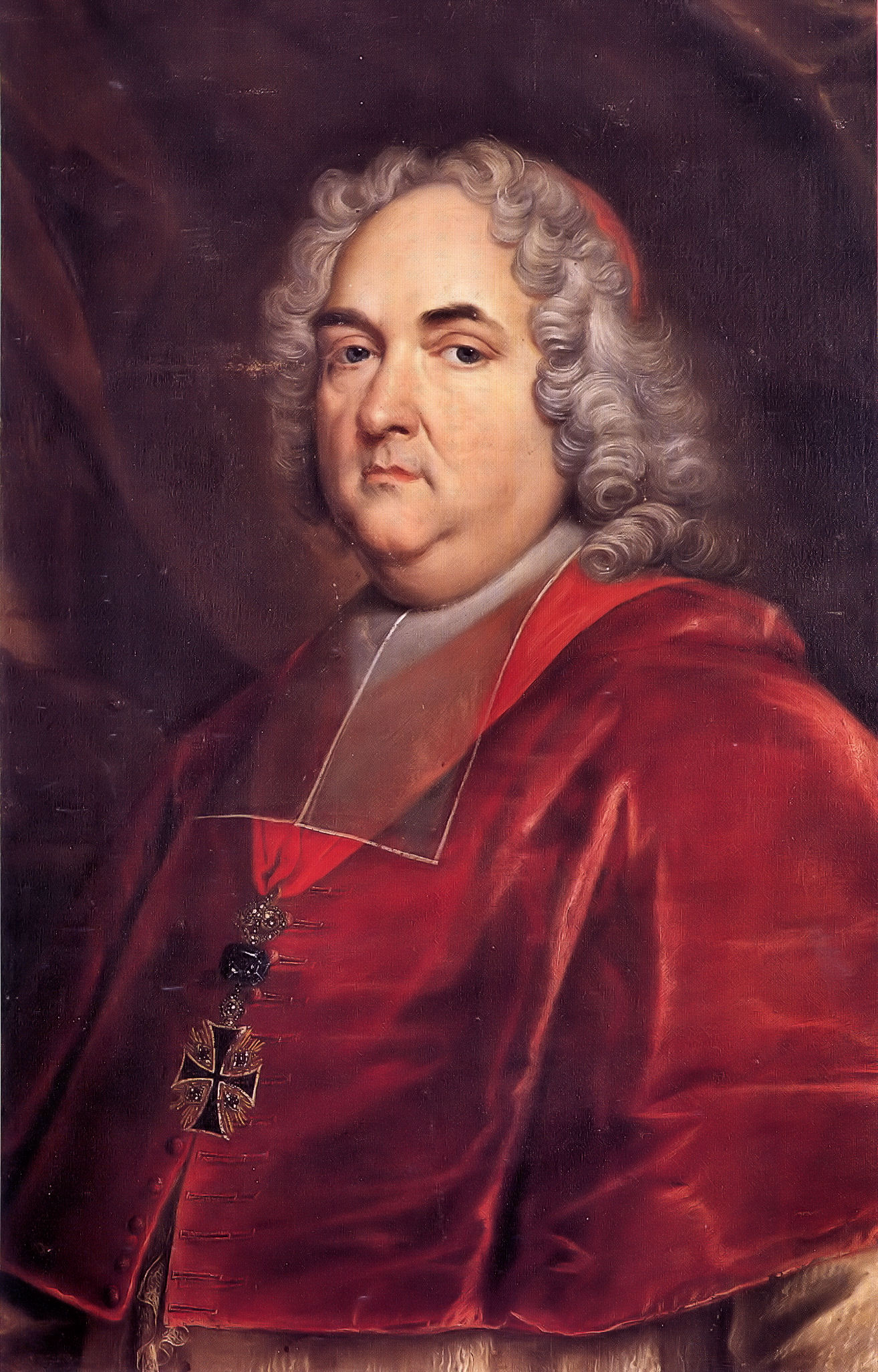
Hugo Philipp von Schönborn, cardenal y conde imperial, lleva la Cruz de Comendador de la Orden Teutónica

Los grados de Comendador y Gran Comendador (en italiano: Commendatore; en francés: Commandeur; en alemán: Komtur; en inglés: Commander), son títulos honoríficos presentes en diversas órdenes de caballería y órdenes fraternales.
El grado de Comendador existía en las órdenes militares medievales, como los Caballeros Hospitalarios, para un miembro de rango superior a un Caballero. Entre las variaciones se incluye el de Caballero Comendador (Knight Commander), sobre todo en inglés, que a veces se usa para denotar un rango incluso superior al de Comendador. En algunas órdenes de caballería, el Comendador tiene un rango superior al de Oficial, pero inferior al de Gran Comendador.

## Historia

### En España
En las órdenes militares con extensas posesiones territoriales, las propiedades individuales podían denominarse encomiendas y confiarse a un caballero, como feudo de facto. Salvo en los casos en que dicho feudo estuviera vinculado ex officio a un cargo superior dentro de la orden, su tratamiento sería entonces «Comendador». Importantes órdenes militares españolas involucradas en la Reconquista, como la Orden de Santiago, otorgaron el grado de Comendador a destacados miembros. La Orden de Calatrava dispuso de Comendadores Mayores de Castilla y Aragón, en las encomiendas de sus respectivos reinos.

### En Francia
El grado de Commandeur en las órdenes francesas proviene de las órdenes militares de la Edad Media, en las cuales las casas administrativas de bajo nivel se llamaban comandancias y estaban gobernadas por commandeurs. Durante la Edad Moderna, los reyes franceses crearon órdenes de caballería que imitaban los rangos de las órdenes militares.
- La Orden del Espíritu Santo, creada en 1578 por el rey Enrique III, tenía dos categorías de comandantes.[2]
- La Orden de San Luis, creada en 1694 por el rey Luis XIV, tenía un solo rango de comandantes y estaba destinado a honrar a los oficiales militares.

Ambas órdenes fueron suprimidas en 1830 por el nuevo rey Luis Felipe I.
Entre las órdenes de mérito modernas que tienen el grado de Comendador tenemos a las siguientes:
- La Legión de Honor, creada en 1802 por Napoleón Bonaparte.
- La Orden Nacional del Mérito, creada en 1963 por el presidente Charles de Gaulle.
- La Orden de las Palmas Académicas, creada en 1808 para maestros y profesores.
- La Orden del Mérito Agrícola, creada en 1883 para las contribuciones a la agricultura.
- La Orden del Mérito Marítimo, establecida en 1930.
- La Orden de las Artes y las Letras, creada en 1957.

### En Italia
El grado de Commendatore en la Orden del Mérito de la República Italiana (originalmente establecida por la Casa Real de Saboya) y otras órdenes de caballería se otorga por decreto del Presidente de Italia. El Commendatore es una condecoración superior al de Ufficiale (Oficial), que a su vez es superior al de Cavaliere (Caballero), el primer nivel de esta orden de caballería. Las órdenes del gobierno italiano son excepcionales respecto al estándar internacional, ya que no cuentan oficialmente con rangos ni condecoraciones especiales para damas.
El grado de Commendatore también se otorga en varias órdenes dinásticas italianas de las casas reales de Saboya, las Dos Sicilias, Parma y Toscana. La República Italiana reconoce oficialmente las órdenes y títulos conferidos a sus ciudadanos por la Santa Sede y algunas de las casas reales de Italia.
Il Commendatore también es un personaje de Don Giovanni de Mozart y también se usaba comúnmente para referirse a Enzo Ferrari. En la película El Padrino III, a Michael Corleone se le llama Commendatore Michael Corleone a su regreso a Sicilia, tras haber recibido la orden papal de caballero.

### En Alemania
En alemán, Komtur (en latín: commendator) era un rango dentro de las órdenes militares, especialmente los Caballeros Teutónicos. En el Estado monástico de los Caballeros Teutónicos, el Komtur era el comandante de una división administrativa básica llamada Kommende (también Komturei). Un Komtur era responsable de alimentar y mantener a los caballeros de la orden con los ingresos de las propiedades locales. Dirigía a varios Procuradores. Un Kommende tenía un convento de al menos doce hermanos. Varios Kommenden formaban un bailiazgo.
El Grosskomtur o Großkomtur (Gran Comendador) era uno de los rangos más altos dentro de los caballeros, responsable de la administración de la orden y segundo al mando después del Gran Maestre. Tenía su sede en el Castillo de Malbork (en alemán: Marienburg, actualmente en Polonia). El Grosskomtur y otros cuatro oficiales superiores, como el Gran Mariscal, eran nombrados por el Gran Maestre y formaban el consejo de Großgebietiger con competencia sobre toda la orden.
En la Alemania de posguerra, los grados de la Orden del Mérito recibieron una denominación totalmente nueva. El equivalente a un comendador es la Gran Cruz del Mérito, y el equivalente a un Comendador es la Gran Cruz del Mérito con Estrella y Banda (Großes Verdienstkreuz mit Stern und Schulterband).

### En el Reino Unido
El Reino Unido se distingue por el uso diferenciador de Commander y Knight o Dame Commander.
Knight Commander o Dame Commander es el segundo grado más alto de siete órdenes de caballería, tres de las cuales están inactivas (y una continúa como una orden de casa alemana). El rango implica la admisión a la caballería, lo que permite al destinatario usar el título de Knight (masculino) o Dame (femenino) antes de su nombre. En las órdenes y condecoraciones de los Reinos de la Mancomunidad, el Knight Commander y la Dame Commander tienen rango anterior al de Knight Bachelor, pero posterior a la Orden de los Compañeros de Honor, aunque los miembros de esta última no obtienen el título de caballero ni ningún otro estatus.
En la Real Orden Victoriana y la Orden del Imperio Británico, el grado de Commander es superior al de Teniente y Oficial, respectivamente, pero inferior al de Knight Commander o Dame Commander. En la Venerable Orden de San Juan, el rango de Commander es inferior al de Caballero. Sin embargo, los Caballeros de la Venerable Orden de San Juan no tienen derecho al tratamiento de Sir.
Las órdenes, de mayor a menor, que otorgan el rango de Knight Commander y Dame Commander, son las siguientes (las órdenes extinguidas están en cursiva):
- Orden del Baño
- Orden de la Estrella de la India
- Orden de San Miguel y San Jorge
- Orden del Imperio de la India
- Real Orden Victoriana
- Orden del Imperio Británico

Los Knights Commander y las Dames Commander ocupan el rango inferior al de Caballero Gran Cruz, el más alto de cada orden. El tercer rango más alto de cada orden es el de Companion (CB, CSI, CMG, CIE), Knight (KH) o Commander (CVO, CBE). Las insignias incluyen una estrella de pecho y una insignia en una cinta.

## Galería

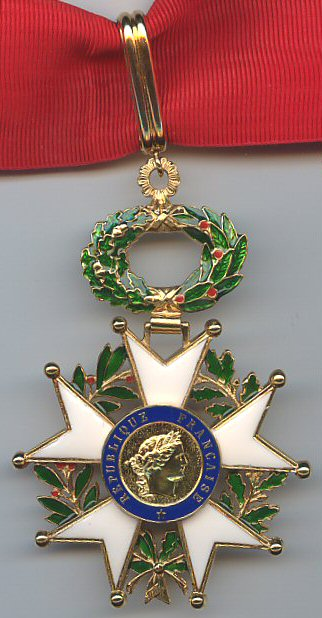
Insignia de commandeur de la Legión de Honor (Francia)
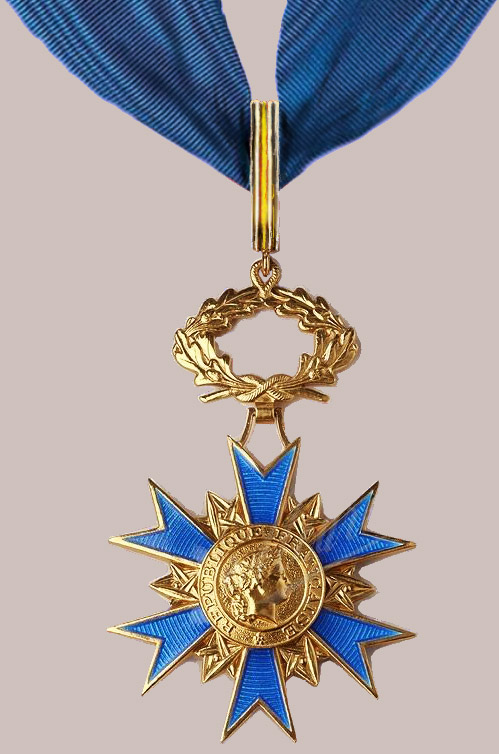
Insignia de Commandeur de la Orden Nacional del Mérito (Francia)
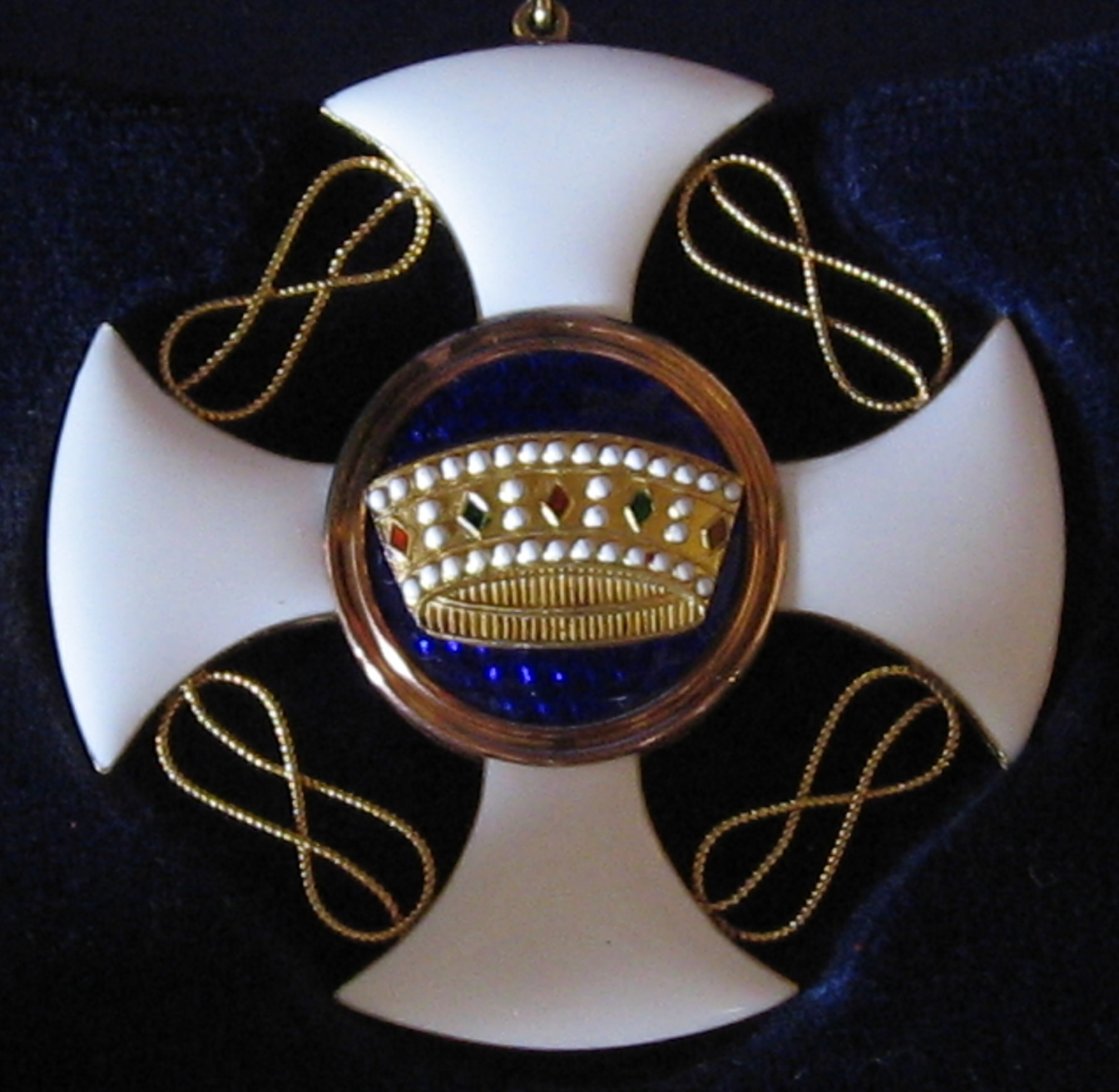
Cruz de Commendatore de la Orden de la Corona de Italia
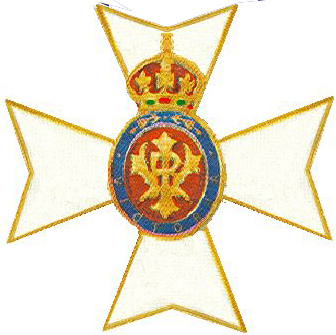
Insignia de Commander de la Real Orden Victoriana
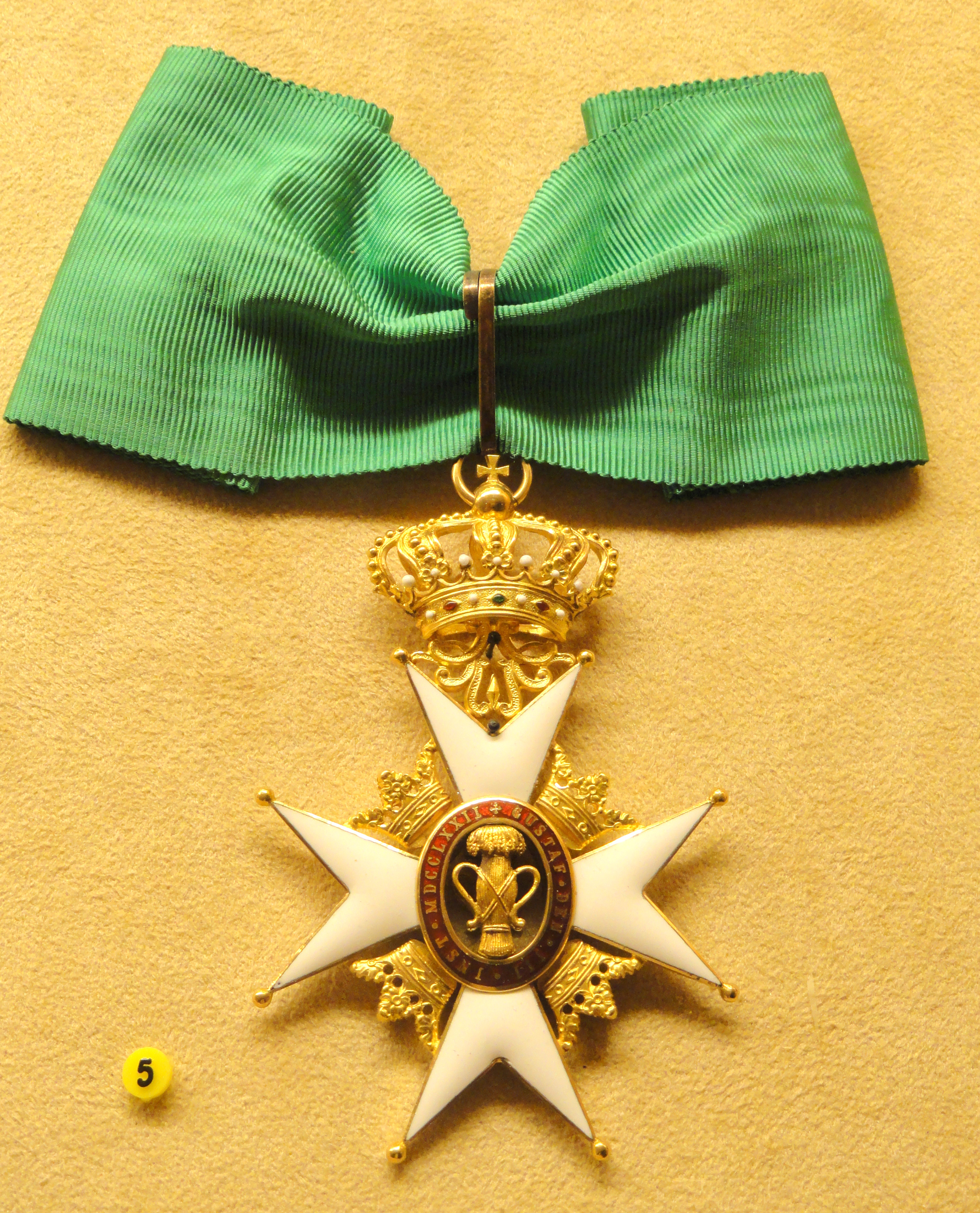
Insignia de Comandante de la primera clase de la Orden de Vasa